# Polsat Sport Extra
Polsat Sport 2 — польский спортивный телеканал, второй спортивный телеканал медиагруппы  Polsat, вещающий с 2005 года. С 2012 года вещает в формате высокой чёткости.

## История
Polsat Sport 2 был образован примерно при тех же обстоятельствах, что и его «старший брат» Polsat Sport — в рамках покупки прав на трансляцию матчей клубных европейских турниров по футболу и грядущего чемпионата мира 2006 года в Германии. Именно чемпионат мира и должен был составить основу сетки вещания нового телеканала. 15 октября 2005 был запущен второй спортивный телеканал Polsat Sport 2.
Руководство этого канала приложило руку к созданию специализированного футбольного телеканала Polsat Futbol, который поставлялся телезрителям в пакете спортивных телеканалов в подарок и не требовал никакой платы. С 1 июня 2012 Polsat Sport Extra и Polsat Futbol вещают в формате высокой чёткости.

## Права на показ

### Футбол
- Чемпионат мира по футболу 2018 (отборочный турнир)
- Чемпионат Европы по футболу 2016 (отборочный турнир)
- Чемпионат Европы по футболу (юноши до 19 лет)
- Чемпионат Европы по футболу среди молодёжных команд
- Матчи сборной Польши
- Чемпионат Нидерландов по футболу
- Чемпионат Польши по футболу
- Чемпионат России по футболу
- Чемпионат Украины по футболу
- Чемпионат Шотландии по футболу
- Матчи ФК «Челси»
- Матчи ФК «Барселона»
- Товарищеские матчи и турниры

### Волейбол
- Чемпионаты мира среди мужчин и среди женщин (отборочные турниры и финальные этапы)
- Чемпионаты Европы среди мужчин и среди женщин
- Мировая лига
- Мировой Гран-при
- Кубок мира
- Клубные чемпионаты мира
- Чемпионаты Польши среди мужчин и среди женщин
- Кубки Польши среди мужчин и среди женщин
- Лига чемпионов ЕКВ
- Кубок Европейской конфедерации волейбола
- Кубок вызова ЕКВ
- Матчи мужской и женской сборных Польши
- Товарищеские турниры и матчи

### Баскетбол
- Чемпионат Польши (Таурон Баскет Лига)
- Кубок Польши (Интермарше Баскет Кап)
- Суперкубок Польши по баскетболу
- Матчи мужской сборной Польши
- Чемпионат Европы по баскетболу среди мужчин

### Теннис
- Уимблдонский турнир
- ATP Masters Series
- ATP World Tour Finals
- WTA International Series

### Велоспорт
- Чемпионат мира по трековым велогонкам
- Чемпионат мира по шоссейным велогонкам
- Чемпионат мира по велогонкам в классе BMX
- Чемпионат мира по маунтинбайку
- Tour de Romandie
- Tour de Suisse
- Tour des Flandres

### Бокс
- Бои с участием боксёров из Польши
- Wojak Boxing Night
- Polski Boks Amatorski
- KnockOut Promotions
- Sauerland Event
- Бои за титул чемпиона, транслируемые на HBO
- Uniwersum
- Top Rank

### Гандбол
- Чемпионат Польши среди мужчин
- Чемпионат Польши среди женщин
- Кубок Польши среди мужчин
- Кубок Польши среди женщин
- Матчи мужской и женской сборных
- Товарищеские матчи и турниры

### Регби
- Чемпионат мира по регби
- Кубок европейских наций
- Матчи сборной Польши
- Чемпионат Польши по регби
- Товарищеские матчи и турниры

### Лёгкая атлетика
- Бриллиантовая лига IAAF

### Автоспорт и мотоспорт
- Формула 1
- 24 часа Ле-Мана
- Porsche Supercup
- Чемпионаты мира WRC, WRC 2 и WRC 3
- Серия MotoGP
- Серия Moto2
- Серия Moto3

### Боевые искусства
- Турнир KSW
- Турнир MMA Attack

### Прочее
- Мировой тур по пляжному волейболу
- F1 Powerboat Racing
- Открытый чемпионат Великобритании по гольфу
- Межконтинентальный кубок по пляжному футболу
- Супербоул
- Чемпионат мира по шорт-треку
- Чемпионат Европы по шорт-треку
- Кубок мира по шорт-треку
- Кубок мира по сноубордингу
- Кубок мира по конькобежному спорту